# Trangan
Trangan (in indonesiano: Pulau Trangan) è un'isola dell'Indonesia, situata nel Mar degli Alfuri, appartenente all'arcipelago delle Isole Aru. Amministrativamente fa parte della provincia di Maluku.
Ha una superficie di 2149 km². Le altre isole principali dell'arcipelago sono: Kobroor, Tanahbesar (chiamata anche Wokam), Kola e Maikoor.